# Альберто I делла Скала
Альберто I делла Скала (умер 3 сентября 1301 года) — второй правитель Вероны из рода делла Скала в 1277—1301 годах. Наследовал своему старшему брату Мастино в качестве капитана народа и сделал власть делла Скала в Вероне наследственной. Отстаивал интересы гибеллинов в Ломбардии и Романье, воевал с Падуей.

## Биография
Альберто I делла Скала и его братья Мастино и Боссо принадлежали к семье веронских гибеллинов, известной с XI века. Они были сыновьями Джакопино делла Скала, богатого купца, занимавшего должности имперского викария в Остилье и подеста в городе Череа. Когда родился Альберто, неизвестно, но, учитывая, что к 1263 году он был женат, исследователи датируют его появление на свет временем не позже 1245 года.
В 1248 году Альберто потерял отца. Позже он стал помощником своего брата Мастино, правившего Вероной в качестве подеста (с 1259 года) и капитана народа (с 1262 года). В 1261 году Альберто участвовал в захвате замка Гаццо; в 1268 году он возглавлял сопротивление гвельфам, попытавшимся захватить власть в Вероне в отсутствие Мастино, а с 1270 года занимал должность подеста. Предположительно в течение 1270-х годов братья правили Вероной совместно. В 1276 году они заключили договор с графом Мейнхардом Тирольским, в том же году Альберто разбил катаров у озера Гардия. В 1275 и 1277 годах он был подеста в Мантуе.
17 октября 1277 года Мастино делла Скала был убит заговорщиками. Альберто немедленно вернулся в Верону из Мантуи, покарал убийц брата и принял власть над городом. Его провозгласили пожизненно populi Veronensis capitaneo generali, то есть «народным капитаном Вероны». В первые годы правления Альберто соблюдал права коммуны и практически не сталкивался с оппозиционными настроениями. Его личная власть постепенно усиливалась. Так, в 1277 году были приняты дополнения к городскому уставу, согласно которым правитель получал исключительные права контролировать выборы подеста и владеть замками, позже он установил контроль над муниципальными расходами и имуществом коммуны, получил личную охрану (с 1290 года).

Верона и её соседи

Подобно брату Альберто боролся с соседями-гвельфами. В 1278—1279 годах он действовал в союзе с Мантуей против Брешии, в 1278—1280 — против Падуи. Вторая война, начавшаяся из-за претензий веронцев на Тренто и Виченцу, велась особенно ожесточённо; Падую поддержали Беллуно и Камино, позже — Колонья Венета, Кремона, Брешия, Парма, Модена и Феррара. В итоге Альберто смог заключить с Тренто выгодный для себя мир, но его владения существенно пострадали от грабежей. В дальнейшем Верона удерживала Тренто под своим влиянием благодаря союзу Альберто с местным графом Бонифацио ди Кастельбарко и правителем Тироля, хотя отношения с епископом Тренто оставались непростыми.
В 1290 и 1292 году веронцы безуспешно пытались подчинить Виченцу. Параллельно Альберто начал вмешиваться в дела Романьи: он предпринял поход на Модену (1287), заключил торговый договор с Реджио (1289), выдал дочь Констанцу за маркиза Феррары Обиццо II д’Эсте (1292). В 1294 году, когда сын Обиццо Аццо VIII начал притеснять мачеху, Альберто совместно с падуанцами разбил его. В 1299 году Альберто помог Гвидо Бонакольси захватить власть в Мантуе и выдал Констанцу за него. Примерно тогда же он добился возвращения в Болонью гибеллинского рода Ламбертацци, а в Кремону — гибеллинского рода Довара.

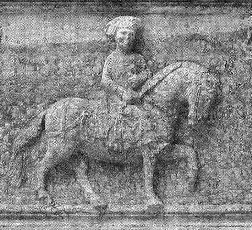
Изображение на могиле

Альберто умер в Вероне 3 сентября 1301 года.
Строительство
При Альберто I в Вероне активно шло городское строительство. В восточной части города в 1288 году были открыты ворота Порта Весково, в это же время были построены ворота Порта Витторио. В 1299 году был реконструирован Новый мост, в 1301 году был перестроен Домус Меркаторум (Дом купцов).

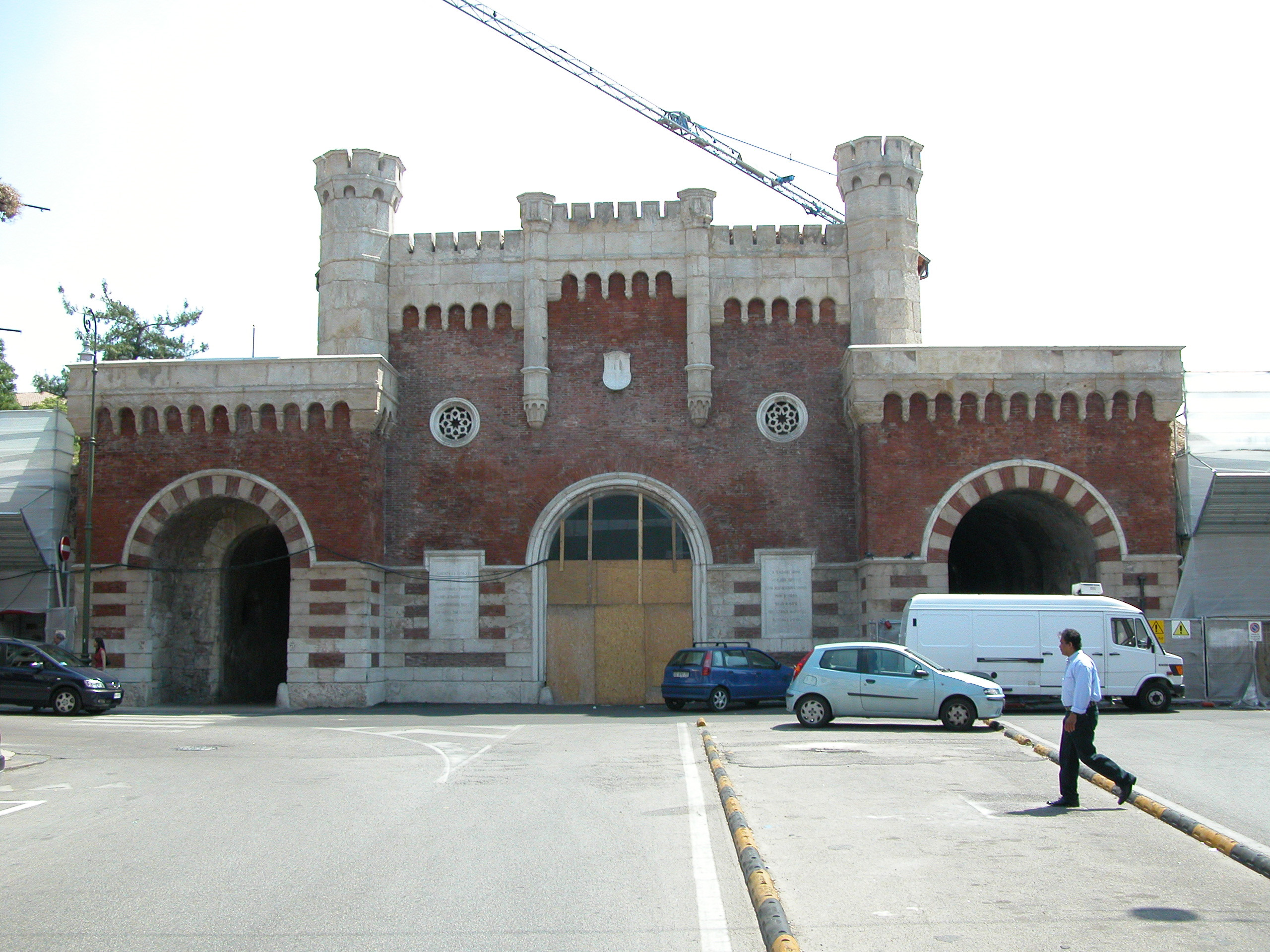
Порта Весково
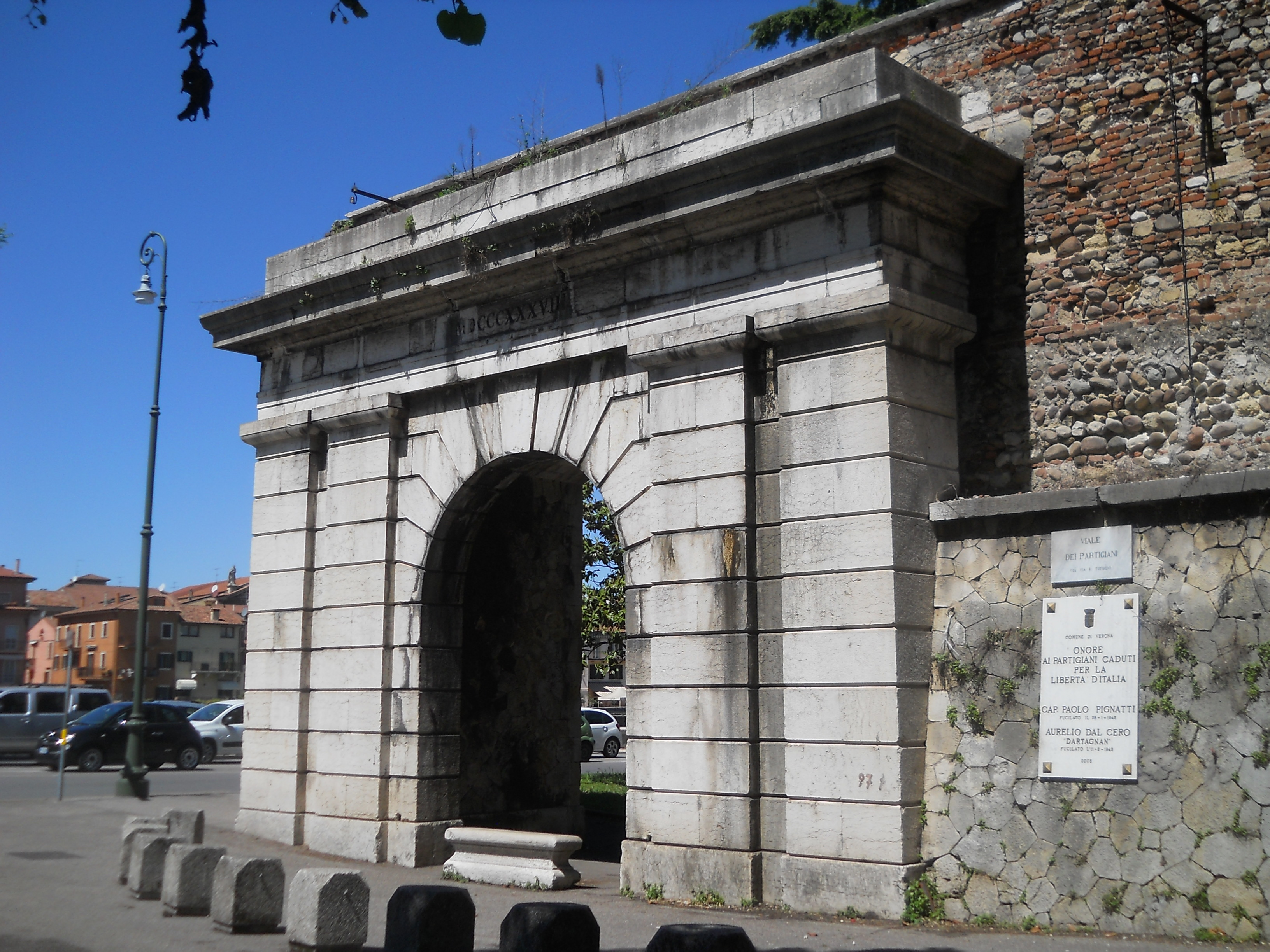
Порта Витторио
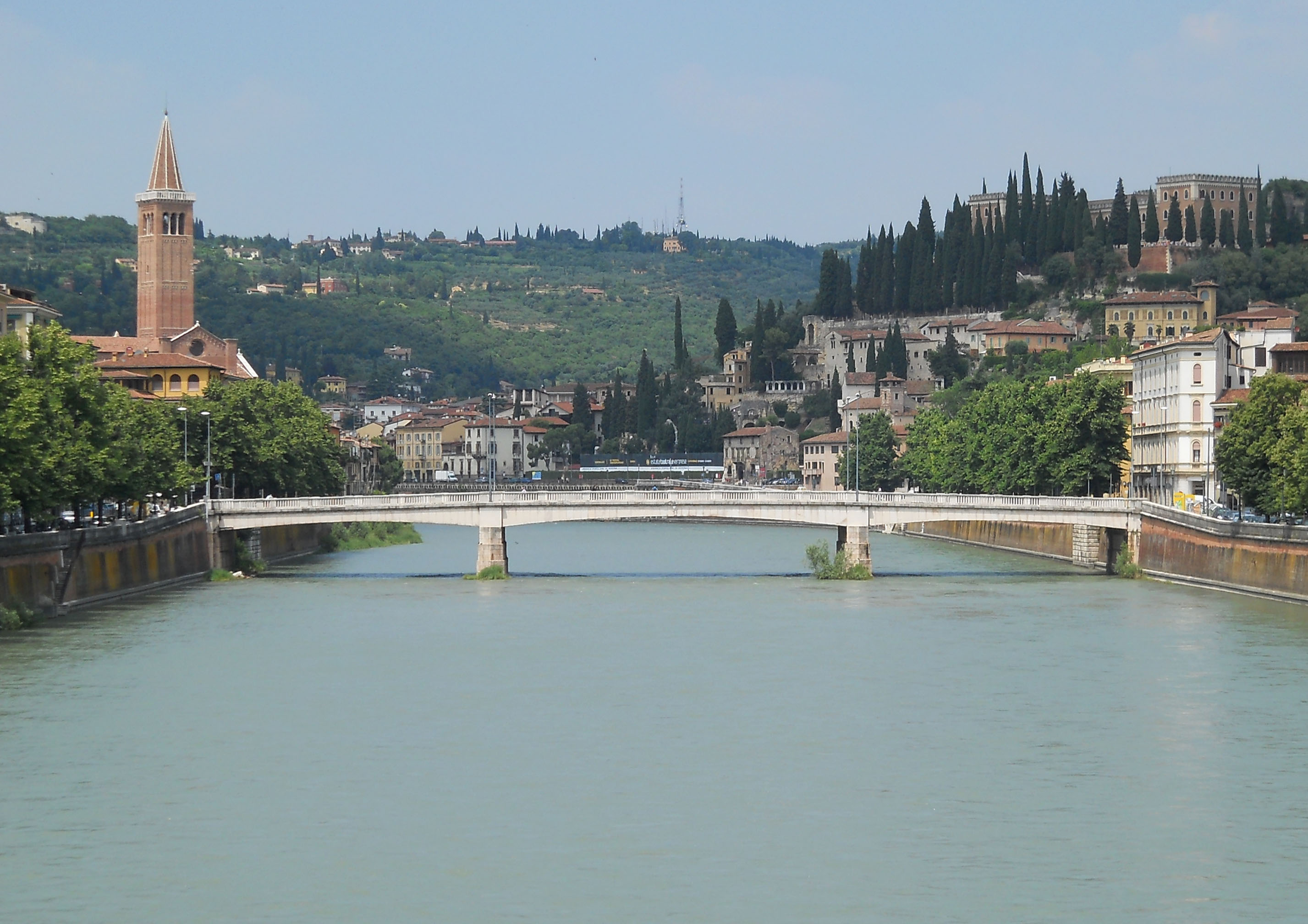
Современный Новый мост на месте построенного Альберто
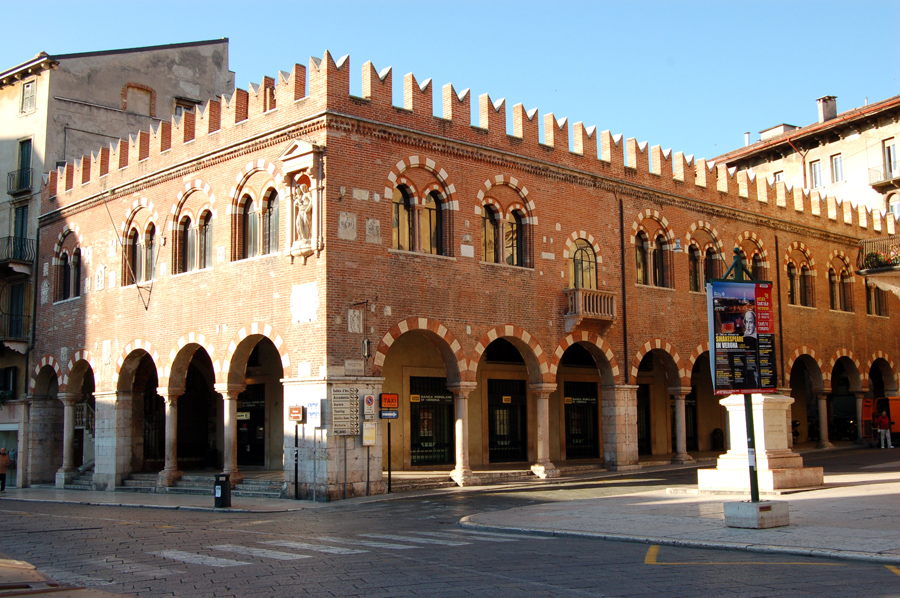
Домус Меркаторум

## Семья
Альберто был женат на Верде диСалиццоле. В этом браке родились:
- Констанца (умерла после 27 апреля 1306 года), жена 1) Обиццо II д'Эсте и 2) Гвидо Буонакольси;
- Бартоломео I (умер в 1304 году);
- Альбоино I (приблизительно 1284 — 28 октября 1311 года);
- Кан Гранде I (1291—1329).

Отдельные источники называют дочерьми Альберто I и Верде ди Салиццоле Барбару (умерла в 1297 году), жену Джованни да Каррара, подеста Беллуно, и Катерину, жену Байлардино ди Ногарола да Фоглиано, имперского викария Веронской марки.
У Альберто был внебрачный сын Джузеппе (-1314) аббат Сан-Дзено.